# 아리안 3
아리안 3(Ariane 3)는 1980년대에 유럽 우주국에서 위성 발사용으로 사용된 아리안 시리즈의 3번째 로켓이다. 현재는 퇴역한 상태이다. 1984년 ~ 1989년 사이에 총 11회 발사되었다. CNES에서 개발하고 에어로스페시알(Aérospatiale) 사와 아리안스페이스(Arianespace) 사에서 양산을 담당하였다.

## 구조
아리안 3의 구조는 기본적으로 아리안 1의 기본 설계를 따랐지만 부분적으로는 아리안 2에서 파생된 것이다. 아리안 2에 고체 연료 부스터를 2기 추가한 것이며 발사 시의 중량이 237 t 이었다. 아리안 3는 보통 3단 로켓으로 발사되었지만 일부는 4단 로켓으로 발사되었다. 대부분의 아리안 3의 발사는 기아나 우주 센터 ELA-1 발사대를 사용했다(6번째 발사만 ELA-2 발사대 사용).
아리안 3의 유료 하중은 정지 궤도까지 2,700 kg으로 아리안 2보다 525 kg 증가했다.

## 발사
아리안 3는 총 11기가 발사되었다. 최초 발사는 1984년 8월 4일로 아리안 2의 최초 발사보다 2년 빨랐다. 5번째 발사인 1985년 9월 12일의 발사만이 실패했다. 탑재한 모든 위성을 정지 천이 궤도(GTO)에 올렸다. 아리안 3는 1988년 보다 성능이 향상된 아리안 4에게 임무를 넘기고 퇴역하였다.

### 발사 기록
| 순서 | 일시(UTC)       | 시리얼 번호 | 탑재체                                                 | 발사대 | 궤도                                 | 비고                            |
| ---- | --------------- | ----------- | ------------------------------------------------------ | ------ | ------------------------------------ | ------------------------------- |
| 1    | 1984년 8월 4일  | V10         | ECS-2, Télécom 1A (통신 위성)                          | ELA 1  | GTO                                  | 성공                            |
| 2    | 1984년 11월 9일 | V11         | 스페이스넷 2, MARECS B2 (통신 위성과 항해용 통신 위성) | ELA 1  | GTO                                  | 성공                            |
| 3    | 1985년 2월 8일  | V12         | 아랍샛 1A, Brasilsat A1 (통신 위성)                    | ELA 1  | GTO                                  | 성공                            |
| 4    | 1985년 5월 5일  | V13         | GStar 1, Télécom 1B (통신 위성)                        | ELA 1  | GTO                                  | 성공                            |
| 5    | 1985년 9월 12일 | V15         | 스페이스넷 3, ECS 3 (통신 위성)                        | ELA 1  | 대서양에 추락 (본래 예정 궤도 : GTO) | 실패 (제3단 로켓의 문제가 원인) |
| 6    | 1986년 3월 28일 | V17         | GStar 2, Brasilsat A2 (통신 위성)                      | ELA 2  | GTO                                  | 성공                            |
| 7    | 1987년 9월 16일 | V19         | 오스샛 A3, ECS 4 (통신 위성)                           | ELA 1  | GTO                                  | 성공                            |
| 8    | 1988년 3월 11일 | V21         | 스페이스넷 3R, Télécom 1C (통신 위성)                  | ELA 1  | GTO                                  | 성공                            |
| 9    | 1988년 6월 21일 | V24         | 인샛 1C, ECS 5 (통신 위성)                             | ELA 1  | GTO                                  | 성공                            |
| 10   | 1988년 9월 8일  | V25         | GStar 3, SBS 5 (상업용 통신 위성)                      | ELA 1  | GTO                                  | 성공                            |
| 11   | 1989년 7월 12일 | V32         | Olympus F1 (실험용 통신 위성)                          | ELA 1  | GTO                                  | 성공                            |